# Ларанжал-ду-Жари
Ларанжал-ду-Жари (порт. Laranjal do Jari)  —  муниципалитет в Бразилии, входит в штат Амапа. Составная часть мезорегиона Юг штата Амапа. Входит в экономико-статистический  микрорегион Мазаган. Население составляет 39 942 человека на 2010 год. Занимает площадь 30 783 км². Плотность населения — 1,3 чел./км².

Ларанжал-ду-Жари на карте штата.

Покровителем города считается Святой Антоний. 

## История
Город основан в 1987 году.

## Границы
Муниципалитет Ларанжал-ду-Жари граничит
- на севере —  Французская Гвиана
- на северо-востоке —  муниципалитеты Ояпоки, Педра-Бранка-ду-Амапари
- на востоке —  муниципалитет Мазаган
- на юге —  муниципалитет Витория-ду-Жари
- на западе —  штат Пара
- на северо-западе —  Суринам

## Демография
Согласно сведениям, собранным в ходе переписи 2010 г. Национальным институтом географии и статистики (IBGE), население муниципалитета Ларанжал-ду-Жари составляет
| Полное население                               | Полное население                               | Полное население                               | Полное население                               | 24 997 |
| ---------------------------------------------- | ---------------------------------------------- | ---------------------------------------------- | ---------------------------------------------- | ------ |
| в том числе                                    | Городское население                            | 17 678                                         | Процент городского населения, %                | 94,90  |
|                                                | Сельское население                             | 9166                                           | Процент сельского населения, %                 | 5,10   |
|                                                | Мужское население                              | 12 937                                         | Процент мужского населения, %                  | 51,16  |
|                                                | Женское население                              | 11 633                                         | Процент женского населения, %                  | 48,84  |
| Плотность населения, чел/км²                   | Плотность населения, чел/км²                   | Плотность населения, чел/км²                   | Плотность населения, чел/км²                   | 1,30   |
| Население муниципалитета в % к населению штата | Население муниципалитета в % к населению штата | Население муниципалитета в % к населению штата | Население муниципалитета в % к населению штата | 5,97   |

По данным оценки 2015 года, население муниципалитета составляет 21 680 жителей.

## Важнейшие населенные пункты
| № | Населённый пункт      | Населённый пункт (порт.) | Категория | Население чел. (2010) (место среди н.п. штата) | На карте                       |
| - | --------------------- | ------------------------ | --------- | ---------------------------------------------- | ------------------------------ |
| 1 | Ларанжал-ду-Жари      | Laranjal do Jari         | город     | 37 904 (3)                                     | 0°50′24″ ю. ш. 52°31′09″ з. д. |
| 2 | Агуа-Бранка-ду-Кажари | Água Branca do Cajari    | поселок   | 332 (55)                                       | 0°32′56″ ю. ш. 52°10′33″ з. д. |

## Статистика
- Валовой внутренний продукт на 2004 год составляет 152 409 000,00 реалов (данные: Бразильский институт географии и статистики).
- Валовой внутренний продукт на душу населения на 2004 год составляет 4630,00 реалов (данные: Бразильский институт географии и статистики).

## География
Климат местности: экваториальный.